# بوشيني باكستاني
بوشيني باكستاني (الاسم العلمي: Puccinia pakistani) هو نوع من الفطريات يتبع جنس البوشيني من فصيلة البوشينية.